# Wix.com
 (février 2024).
Wix est une société israélienne qui propose des services de développement web et d'informatique en nuage. Elle est principalement connue pour sa plateforme CMS en ligne de type SaaS permettant de créer gratuitement des sites web en HTML5, compatibles avec les mobiles, en utilisant le glisser-déposer. Outre son siège social et ses autres bureaux en Israël, Wix dispose de nombreuses implantations à l'international.
Les utilisateurs du service peuvent créer des sites web auxquels ils peuvent ajouter différentes  applications pour : les médias sociaux, le commerce électronique, le marketing en ligne, les formulaires de contact, le marketing par e-mail et les forums communautaires,.
La création de sites web Wix repose sur un modèle économique freemium, générant des revenus grâce à des forfaits premium. Selon le site Web de sondage technologique W3Techs, Wix est utilisé par 2,5 % des sites web en septembre 2023.

## Historique

### Développement produit
Fondé en octobre 2006 par Avishai Abrahami, Nadav Abrahami et Giora Kaplan, Wix obtient son premier investissement en janvier 2007. La société est entrée en phase de bêta-test en 2007 en utilisant une plateforme basée sur Adobe Flash. En décembre 2010, Wix propose son éditeur en espagnol, suivi par la version en portugais, en allemand (août 2011), en polonais (décembre 2011) et en italien (janvier 2012), en français (février 2012).
En avril 2010, Wix comptait 3,5 millions d'utilisateurs et a levé 10 millions de dollars lors d'une série de financements de série C fournis par Benchmark Capital, ainsi que les investisseurs existants Bessemer Venture Partners et Mangrove Capital Partners. En mars 2011, Wix comptait 8,5 millions d'utilisateurs et a levé 40 millions de dollars lors d'une série de financements de série D, portant son financement total à cette date à 61 millions de dollars.
Au fil des années, la plateforme de création de sites et de blogs a augmenté le nombre de ses possibilités.
En avril 2011, la plateforme devient éditeur pour sites mobiles puis en mars 2012, elle permet la construction de sites en HTML5,,. L'entreprise propose un kit de développement logiciel (SDK) permettant aux développeurs d'applications de créer et de proposer des applications web aux utilisateurs de Wix.
En août 2013, la plateforme Wix comptait plus de 34 millions d'utilisateurs inscrits. L'entreprise entre au NASDAQ le 5 novembre 2013 . Elle lance des offres spécifiques dédiées aux hôtels en août 2014, aux musiciens en 2015[source secondaire souhaitée] et aux restaurants en 2016.
L'outil Corvid est renommé Velo en 2021 pour éviter une confusion avec la pandémie du Covid-19.
En mai 2021, Wix lance une nouvelle version améliorée de son éditeur, offrant notamment plus de facilités pour modifier la version mobile d'un site web. Wix lance en juillet 2021 en version bêta la possibilité de développer son application et de l'intégrer directement sur le Play Store (Android) et l'Apple Store.
En mai 2023, Wix a lancé Wix Headless, un progiciel permettant d'intégrer les autres applications de Wix sur différentes plateformes en utilisant ses API et SDK. Le lancement de Wix Headless marque un changement stratégique de la part de Wix pour répondre aux besoins des développeurs web professionnels et des grandes entreprises nécessitant davantage de personnalisation et de flexibilité.
En mars 2024, Wix lance un générateur de site web par l’IA.

### IPO et acquisitions
Le 5 novembre 2013, Wix a fait son introduction en bourse sur le NASDAQ, levant environ 127 millions de dollars pour l'entreprise et certains actionnaires.
Le 23 février 2017, Wix a acquis la communauté artistique en ligne DeviantArt pour 36 millions de dollars américains.
En février 2020, Wix a acquis Inkfrog pour les vendeurs sur eBay.

## Plateformes similaires
Parmi les principaux concurrents de Wix.com figurent WordPress, Jimdo, Weebly, Silex (libre)[réf. nécessaire], Shopify, Squarespace et d'autres hébergeurs et entreprises de création de sites.

## Description des services
Les utilisateurs doivent acheter des forfaits premium pour connecter leurs sites à leurs propres domaines, supprimer les publicités de Wix, accéder au constructeur de formulaires, ajouter des capacités de commerce électronique, ou acheter un espace de stockage et une bande passante supplémentaires.
Le marché des applications Wix (Wix App Market) propose des applications gratuites et basées sur des abonnements. Les clients peuvent intégrer des applications tierces dans leurs propres sites web, telles que des flux de photos, des blogs, des listes de lecture musicales, des communautés en ligne, du marketing par e-mail et de la gestion de fichiers.

## Fonctionnalités
Wix permet à ses utilisateurs de créer des sites en HTML5 uniquement à partir d'une interface visuelle et sans toucher au code source. Ce type d'éditeur visuel intuitif est connu sous l'acronyme WYSIWYG. 

## Critiques

### Respect du droit d'auteur (code WordPress)
En octobre 2016, l'entreprise a été au cœur d'une controverse liée à l'utilisation par Wix du code WordPress sous licence GPL En réponse à cela, Avishai Abrahami, le PDG de Wix, a publié une réponse sur le blog officiel expliquant quel code open source avait été utilisé et comment Wix partage en retour avec la communauté open source[source insuffisante]. Cependant, il a été souligné par la suite que la collaboration de Wix avec la communauté open source n'était pas suffisante ni équitable selon les termes de la licence GPL, qui exige que le code issu de ses éléments soit publié sous une licence identique.

### Accusations de censure
Le 31 mai 2021, 2021 Hong Kong Charter, un site web hébergé par Wix et géré par des militants hongkongais en exil, est fermé sur demande de la police de Hong Kong. Il s'agissait du premier cas connu d'utilisation de la loi sur la sécurité nationale de Hong Kong pour censurer le contenu d'un site web étranger. Wix a ensuite présenté ses excuses pour avoir "supprimé par erreur le site web" et l'a rétabli après quatre jours d'inactivité.

### Conflit israélo-palestinien
En octobre 2023, Wix licencie Courtney Carey, une employée de son bureau de Dublin, en Irlande, après qu'elle a publié sur les médias sociaux des messages critiques à l'égard d'Israël. L'entreprise aurait précédemment encouragé ses employés à « créer des vidéos et des campagnes créatives » pour « soutenir le discours d'Israël ».
Cet incident a suscité des critiques de la part de membres du parlement irlandais et du chef du gouvernement irlandais Leo Varadkar, qui a déclaré qu'il n'était « pas acceptable de licencier quelqu'un en raison de ses opinions politiques ». Le chef adjoint du gouvernement, Micheál Martin, a également condamné leur licenciement, déclarant que « nous tolérons le débat avec la liberté d'expression, la liberté d'opinion, et les gens ont des opinions différentes sur ces questions ».
En juillet 2024, un tribunal irlandais condamne Wix à payer 35 000 € de réparation à l'employée licenciée. L'entreprise reconnaît que le licenciement était illégal.

### Sites Wix inaccessibles au Liban
En 2018, la justice du Liban a décidé du blocage de tous les sites Wix sur son territoire. Cette décision semble dictée par des raisons politiques, en raison des relations tendues entre le Liban et Israël.